# Centro Médico Ziv
O Centro Médico Ziv (também chamado: Hospital Rebecca Sieff) (em hebreu: המרכז הרפואי זיו) é um hospital geral localizado em Safed, Israel, que serve aos residentes de Safed, a Galilea e o norte do Golán. O hospital Ziv tem 310 camas e serve como um centro regional de traumatología em caso de acidentes, desastres naturais, ataques terroristas e guerra. Também serve como um hospital de ensino associado com a escola de medicina da Universidade Bar-Ilan, que também se encontra em Safed. O hospital também opera um centro de atenção de urgência em Kiryat Shmona. Entre os pacientes do hospital há judeus, muçulmanos, cristãos e drusos.
A sala de maternidade e a unidade de pediatría são os principais departamentos do hospital. Em 2007, teve 2.900 nascimentos (uma média de 8 nascimentos por dia) e 3.000 meninos ingressaram à unidade de pediatría. A UCI neonatal e o centro de desenvolvimento infantil oferecem atenção médica para bebés e meninos junto com uma equipa de payasos médicos. O departamento de acidentes e emergências atendeu a mais de 60.000 pacientes em 2007 e sua unidade de traumatología jogou um papel importante na Guerra do Líbano de 2006. Durante a Guerra do Líbano de 2006, o hospital sofreu um impacto directo de um foguete que causou danos à infra-estrutura, além de ferir a cinco pacientes, dois médicos e dois membros do pessoal.
Desde o estallido da Guerra Civil Síria em Janeiro de 2014, o hospital tem estado tratando a cidadãos sírios feridos na guerra. Investiram-se aproximadamente nove milhões de dólares estadounidenses para tratar aos refugiados sírios. As Forças de Defesa de Israel e o Governo israelita cobrem dois terços do custo, enquanto o outro terço está coberto pelo próprio hospital.
Em 2014, Salman Zarka foi nomeado director geral do hospital, em substituição de seu antigo director Oscar Embon. Zarka, nascido na Alta Galilea, é o primeiro cidadão druso que dirige um hospital israelita.